# باكي
باكي (باليابانية: ベッキー) هي عارضة ومغنية ومقدمة تلفزيونية وممثلة يابانية وبريطانية، ولدت في 6 مارس 1984 في اليابان.

## أعمال

### أفلام
- (2005)  لوكاريو أند ذا مايستري أوف ميو

## وصلات خارجية
- باكي على موقع IMDb (الإنجليزية)
- باكي على موقع ميوزك برينز (الإنجليزية)
- باكي على موقع ديسكوغز (الإنجليزية)
- باكي على موقع قاعدة بيانات الفيلم (الإنجليزية)